# Kaiserturm auf dem Hirschberger Hausberg
Der Kaiserturm auf dem Hirschberger Hausberg ist ein Aussichtsturm in Jelenia Góra (deutsch: Hirschberg im Riesengebirge) in der Woiwodschaft Niederschlesien in Polen.

## Geschichte
An der Stelle des Kaiserturms auf dem „Hirschberger Hausberg“ (polnisch Wzgórze Krzywoustego) stand eine Burg, die Herzog Bolesław III. Schiefmund im Jahr 1110 zum Schutz der Stadt errichten ließ. Bei den Bauarbeiten für den Kaiserturm wurden Überreste dieser Festung gefunden. 1434 übertrug der böhmische Landesherr Sigismund die Burg der Stadt Hirschberg, die sie jedoch zerstören musste, um zu verhindern, dass die Hussiten sich dort festsetzen.
Der Kaiserturm wurde 1911 zu Ehren von Kaiser Wilhelm I. errichtet. Er hat eine Höhe von 22 Metern.
Seit dem Jahr 2010 ist der Turm wieder für die Öffentlichkeit zugänglich. Vom Turm aus hat man einen Blick auf die Stadt Jelenia Góra und das Riesengebirge.

## Galerie

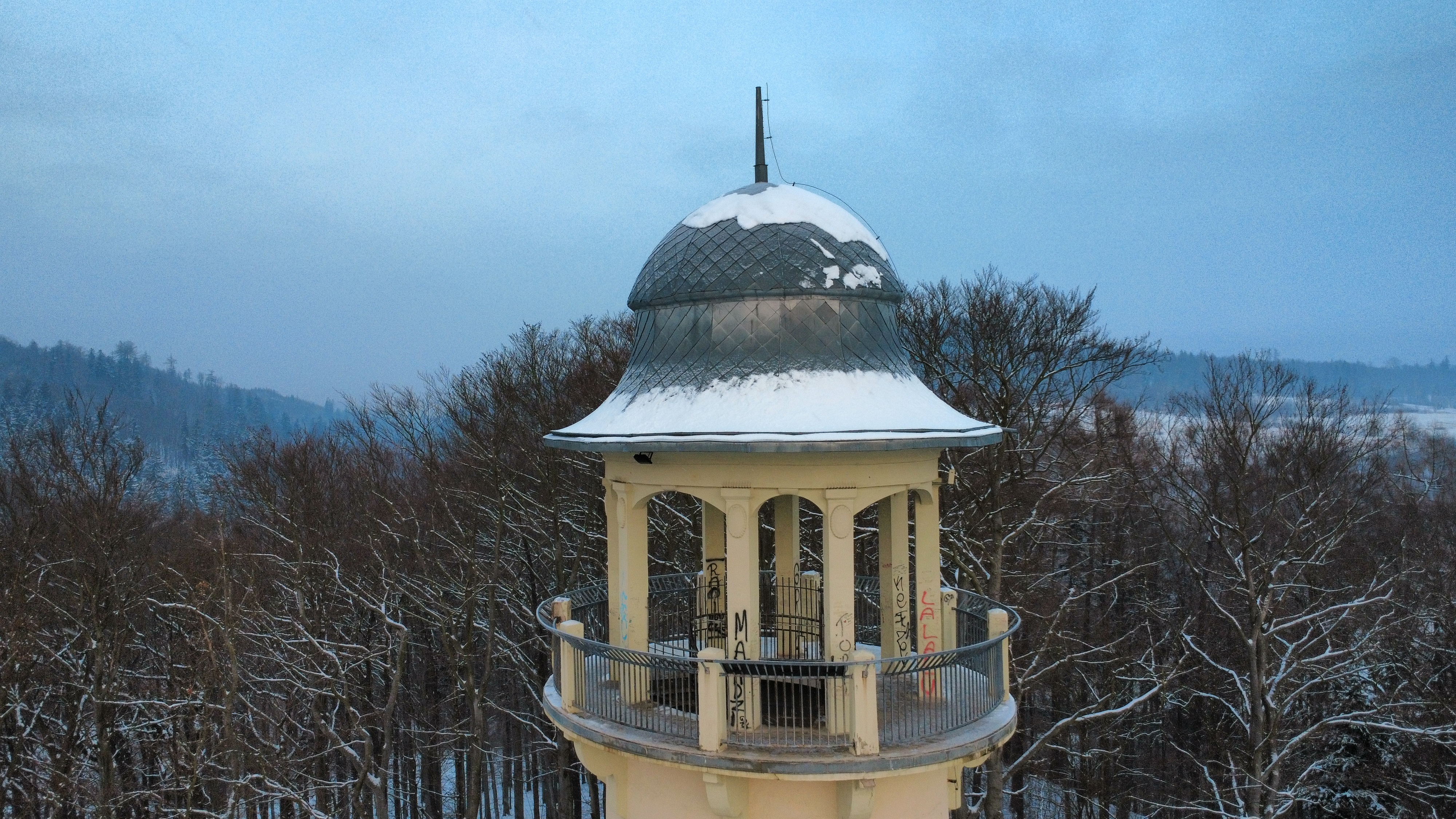
Kanzel des Kaiserturms